# 小行星5995
小行星5995（英語：5995 Saint-Aignan）是一颗围绕太阳公转的小行星。1982年2月20日，愛德華·鮑威爾在可可尼诺县发现了此天体。
这颗小行星的绝对星等为82.75283等。